# Kazimierz Ostrowski
Kazimierz Ostrowski (sinh ngày 14 tháng 2 năm 1917 tại Berlin - mất ngày 12 tháng 7 năm 1999 tại Gdynia) là một họa sĩ người Ba Lan.

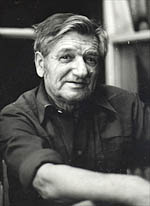
Kazimierz Ostrowski, 1975

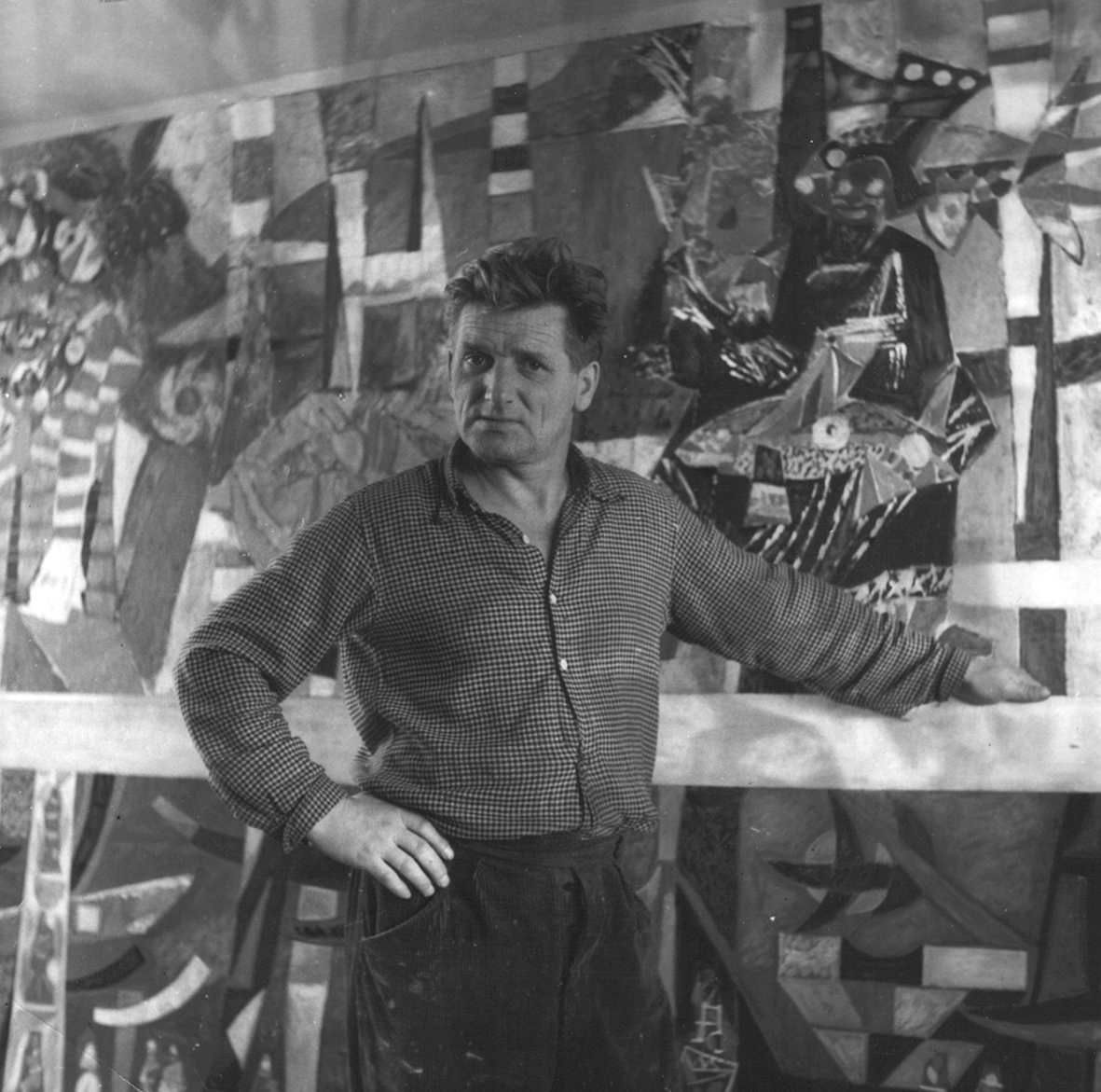
Kazimierz Ostrowski, 1960

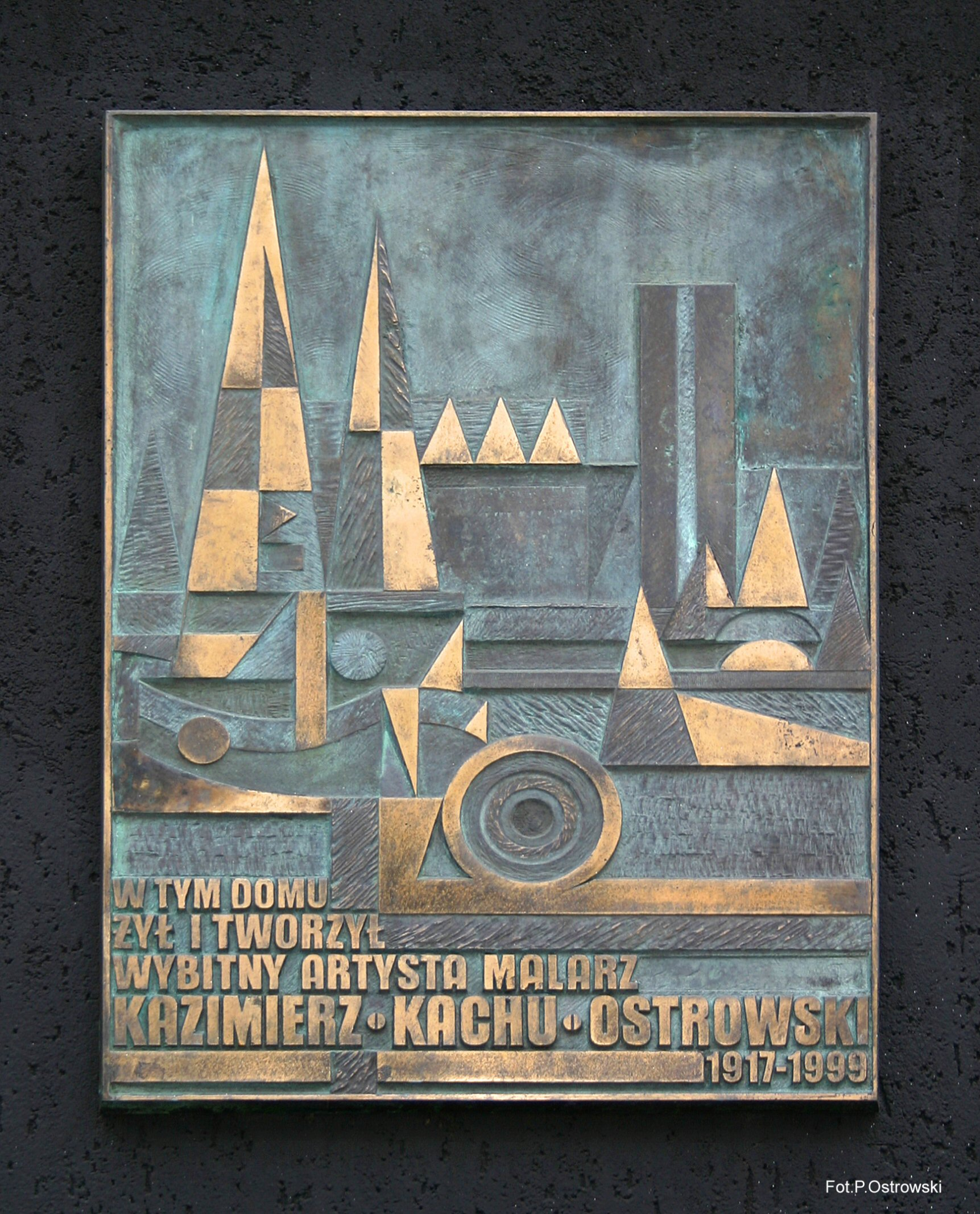
Đĩa đồng tưởng niệm Kaziemierz Ostrowski, Gdynia, số 62 phố Abrahama

## Tiểu sử
Kazimierz Ostrowski sinh ngày 14 tháng 2 năm 1917 tại Berlin. Năm 1920, gia đình ông chuyển đến Poznań. Năm 1934, Ostrowski đến Gdynia. Tại đây, ông cùng anh trai Zygmunt đã vẽ biển hiệu và tên của các con tàu (trong số đó có SS Kościuszko và MS Batory).
Sau Chiến tranh thế giới thứ hai năm 1945, ông cùng cha và hai anh trai đến trình diện Văn phòng Đô thị ở Gdynia, rồi ông được giao nhiệm vụ thay đổi các tên đường cũng như bảng tên trên các tòa nhà của các cơ quan Nhà nước ở đó. 
Cùng năm, ông bắt đầu học hội họa tại Học viện Mỹ thuật ở Sopot. 
Năm 1949, ông nhận được học bổng của chính phủ Pháp để đi học ở Paris. Tại đây, ông theo học nghề họa sĩ người Pháp lừng danh Fernand Léger.
Năm 1950, Kazimierz Ostrowski trở lại Gdynia và kết hôn với Halina Krywald, hai ông bà có hai người con. 
Từ năm 1964 đến năm 1987, ông làm giáo sư trong xưởng vẽ của Học viện Mỹ thuật ở Gdańsk. Tháng 10 năm 1981 ông được nhận học hàm phó giáo sư.
Kazimierz Ostrowski đã giới thiệu các bức tranh của mình trong hơn 60 triển lãm cá nhân và tập thể. Ông được trao tặng khoảng 20 giải thưởng khác nhau.

## Danh hiệu
- 1957 – Giải nhất về hội họa trong Triển lãm đầu tiên về hội họa, điêu khắc và đồ họa trẻ Ba Lan
- 1959 – Giải thưởng nghệ thuật của thành phố Gdynia
- 1970 – Thập tự Ghi công vàng
- 1974 – Kỷ niệm chương vì những nỗ lực của ông cho thành phố từ Đoàn Chủ tịch MRN ở Gdynia
- 1974 – Giải thưởng của Chủ tịch Thành phố Gdynia cho toàn bộ công việc sáng tạo của ông
- 1976 – Huân chương của Thị trưởng Thành phố Gdynia nhân dịp kỷ niệm 50 năm thành lập thành phố
- 1982 – Giải nhất của Bộ Văn hóa Nghệ thuật
- 1985 – Giải nhất của PWSSP-Phó thủ tướng tại Gdańsk
- 1988 – Thập tự Sĩ quan Huân chương Polonia Restituta
- 1991 – Giải thưởng từ Quận Gdańsk cho công việc giáo viên nghệ thuật xuất sắc
- 1995 – Giải thưởng nghệ thuật của Thị trưởng Thành phố Gdynia

Ostrowski mất ngày 12 tháng 7 năm 1999 tại Gdynia, trong căn hộ của mình ở số 62 phố Abrahama. Trên mặt tiền của tòa nhà, một đĩa đồng tưởng niệm được treo lên vào ngày 26 tháng 10 năm 2006.